# Lestes australis
Lestes australis – gatunek ważki z rodziny pałątkowatych (Lestidae). Występuje na terenie Ameryki Północnej.